# Memorial da Cultura Apolônio de Carvalho
Memorial da Cidadania e da Cultura Popular Apolônio de Carvalho é um centro cultural brasileiro localizado em Campo Grande, no Mato Grosso do Sul.
O prédio foi tombado como patrimônio histórico de Mato Grosso do Sul pelo Conselho Estadual de Cultura. O prédio, de arquitetura moderna, foi inaugurado em 1976 e passou por reformas e diversas adaptações para receber o Memorial. Os primeiros projetos de desenvolvimento do Estado foram gerados naquele edifício, que foi reformado e agora está à disposição da Cultura, um enorme passo dado na direção da cidadania. Está localizado na avenida Fernando Correa da Costa, n. 559, Centro, Campo Grande/MS, CEP: 79.002-820.

## Histórico
Instalado em meio ao regime militar, o memorial foi construído em 1976 para ser sede do governo do então Mato Grosso. O Erpe (Edifício das Repartições Públicas Estaduais) permitia aos moradores solicitar serviços sem ter de ir a Cuiabá. Com a divisão, virou sede do novo governo e, em 1983, com a construção do Parque dos Poderes foi cedido ao Tribunal de Justiça.
Desde 2002, quando foi construído o novo fórum, o prédio estava sem uso. Em 2007 foi inaugurado.

## Dependências
- Secretaria de Estado de Cultura, Turismo, Empreendedorismo e Inovação - SECTEI; www.sectei.ms.gov.br
- Fundo de Investimentos Culturais de Mato Grosso do Sul - FIC/MS; www.fcms.ms.gov.br
- Fundação de Cultura de Mato Grosso do Sul - FCMS;
- União Brasileira dos Escritores de Mato Grosso do Sul - UBE/MS;
- Museu da Imagem e do Som - MIS;
- Biblioteca Pública Estadual Isaias Paim;
- Museu de Arqueologia da UFMS: contém aproximadamente 50 mil peças entre cerâmicas arqueológicas, artefatos líticos e documentação iconográfica sobre arte rupestre;
- Arquivo Público Estadual de Mato Grosso do Sul;
- Área para exposições de arte,
- Estacionamento para 84 veículos,
- Sala Apolônio de Carvalho: onde foram reunidos objetos doados pela família
- Galeria de Artes Visuais
- Sala de inclusão digital: com 50 computadores
- Auditório
- Espaço para exposições temporárias,
- Café cultural